# Lake George (Minnesota)
Lake George – jednostka osadnicza w Stanach Zjednoczonych, w stanie Minnesota, w hrabstwie Hubbard.